# Relaciones de producción
Por relaciones de producción se entienden, dentro del marxismo, las relaciones que los distintos seres humanos mantienen entre sí en tanto que son agentes del proceso de producción. Estas relaciones se establecen en función del lugar que ocupan los agentes respecto a si son poseedores o no de los medios de producción.
El término relaciones de producción aparece por primera vez en textos de Karl Marx y es constitutivo para la teoría de los modos de producción social. La categorización de cada modo de producción requiere que las relaciones económicas se definan como un tipo de relación social, específicamente: entre los hombres respecto de las cosas, y no de los hombres con las cosas. En el materialismo histórico de Marx, cada formación social específica cuenta con unas determinadas relaciones de producción y, a la vez, un grado especial de desarrollo histórico de las fuerzas productivas materiales. Existen relaciones de producción primitivas, antiguas, feudales, y capitalistas, cada una de ellas correspondiente a diferentes formas de división social del trabajo y propiedad de los medios de producción.

## Definiciones
Una relación social puede tomar las siguientes formas:
- Una relación entre individuos siempre y cuando pertenezcan a un grupo.
- Una relación entre grupo(s).
- Una relación entre un individuo y un(os) grupo(s).

El grupo puede ser étnico o de afinidad, una institución social u organización, una clase social, una nación, familia, etc. La relación social no es entonces idéntica a la relación interpersonal o la individual, aunque cada una presupone a las otras.
Las relaciones sociales de producción significan para Marx:
- relaciones de propiedad y control, a menudo legalmente validadas, pertinentes para los activos socialmente producidos (p.e.: inmuebles, vehículos, máquinas que se utilizan en la producción).
- relaciones laborales (incluyendo la labor doméstica propia).
- las dependencias socioeconómicas entre personas provenientes de la forma en que producen y reproducen su existencia.
- las proporciones cuantitativas de los diferentes aspectos de la esfera de producción, consideradas desde el punto de vista de la sociedad como un todo.